# Ján Šikuta
Ján Šikuta (Bratislava, 25 oktober 1960)  is een Slowaaks jurist en rechter.

## Carrière
Šikuta studeerde rechten aan de Comenius Universiteit Bratislava waar hij in 1983 afstudeerde. Nadien werkte hij onder meer als rechter bij de arrondissementsrechtbank van Bratislava (1986-1989), als rechter bij het Hof van Beroep van Bratislava (1990-1994) en als juridisch medewerker bij het Hoog Commissariaat voor de Vluchtelingen (1994-2004).
In 2004 werd Šikuta gekozen door de Parlementaire Vergadering van de Raad van Europa om Viera Strážnická te vervangen als rechter bij het Europees Hof voor de Rechten van de Mens. Hij begon zijn werkzaamheden op 1 november 2004 en vervulde deze tot op 28 december 2015. Hij werd opgevolgd door Alena Poláčková.